# Boiry-Sainte-Rictrude
Pour les articles homonymes, voir Boiry.
Boiry-Sainte-Rictrude est une commune française située dans le département du Pas-de-Calais en région Hauts-de-France. Ses habitants sont appelés les Boirysiens. La commune est membre de la communauté urbaine d'Arras.

## Géographie

### Localisation
Localisée dans le sud-est du département du Pas-de-Calais, Boiry-Sainte-Rictrude se situe à 11 kilomètres au sud d'Arras (chef-lieu d'arrondissement et préfecture du Pas-de-Calais).
Le territoire de la commune est limitrophe de ceux de sept communes.
Les communes limitrophes sont Ficheux, Adinfer, Ayette, Boiry-Saint-Martin, Boisleux-au-Mont, Douchy-lès-Ayette et Hendecourt-lès-Ransart.

### Géologie et relief
La superficie de la commune est de 5,81 km2 ; son altitude varie de 79  à   116 mètres.

### Hydrographie
Le territoire de la commune est situé dans le bassin Artois-Picardie.
La commune est limitrophe, au sud-est, du Cojeul, cours d'eau de 25 km, qui prend sa source dans la commune de Douchy-lès-Ayette et se jette dans la Sensée au niveau de la commune d'Éterpigny.

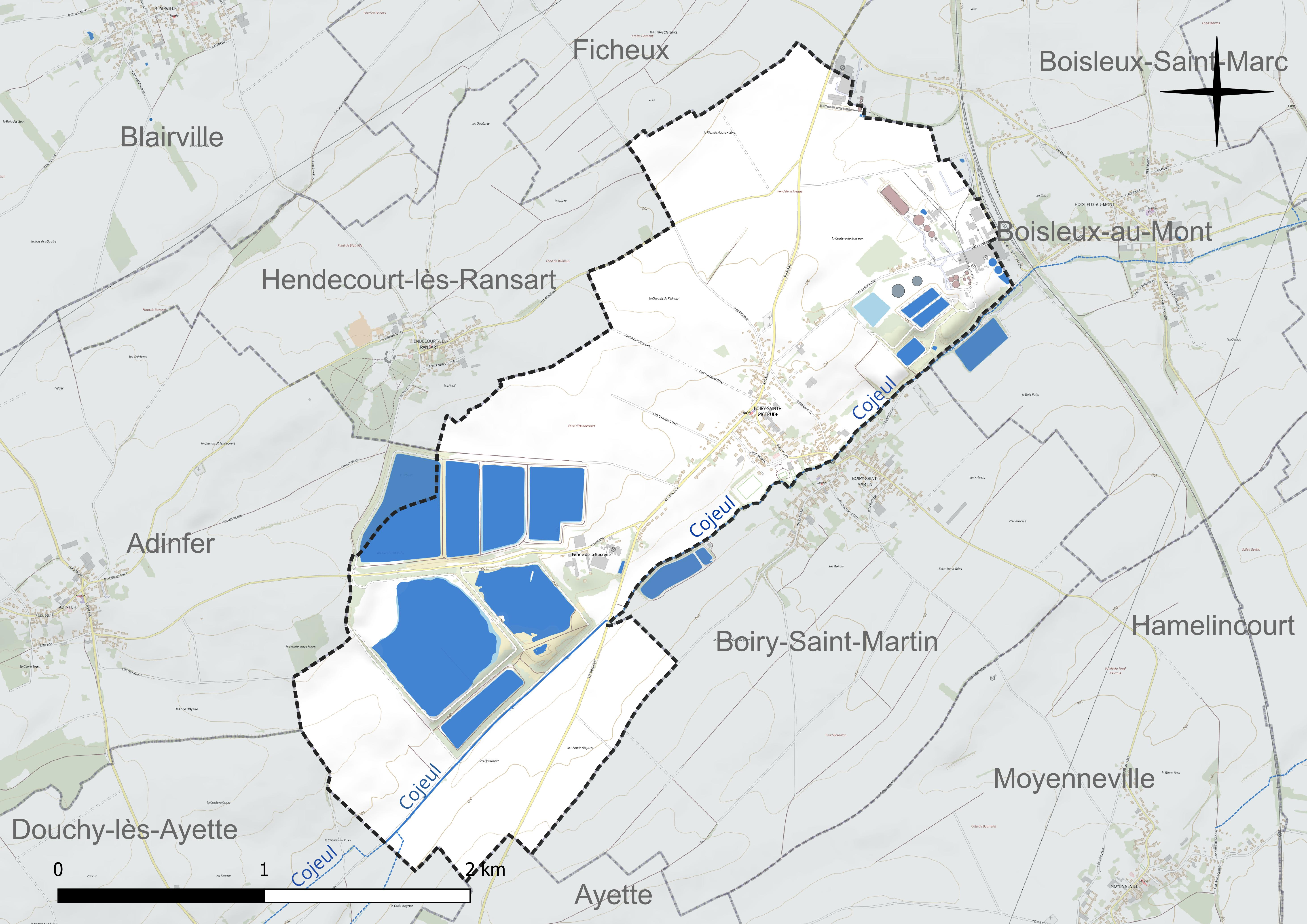
Réseau hydrographique de Boiry-Sainte-Rictrude.

### Climat
Pour des articles plus généraux, voir Climat des Hauts-de-France et Climat du Pas-de-Calais.
En 2010, le climat de la commune est de type climat océanique dégradé des plaines du Centre et du Nord, selon une étude du CNRS s'appuyant sur une série de données couvrant la période 1971-2000. En 2020, Météo-France publie une typologie des climats de la France métropolitaine dans laquelle la commune est exposée à un climat océanique et est dans la région climatique Nord-est du bassin Parisien, caractérisée par un ensoleillement médiocre, une pluviométrie moyenne régulièrement répartie au cours de l’année et un hiver froid (3 °C).
Pour la période 1971-2000, la température annuelle moyenne est de 10,3 °C, avec une amplitude thermique annuelle de 14,2 °C. Le cumul annuel moyen de précipitations est de 737 mm, avec 11,7 jours de précipitations en janvier et 9 jours en juillet. Pour la période 1991-2020, la température moyenne annuelle observée sur la station météorologique la plus proche, située sur la commune de Wancourt à 10 km à vol d'oiseau, est de 10,8 °C et le cumul annuel moyen de précipitations est de 711,4 mm,. Pour l'avenir, les paramètres climatiques de la commune estimés pour 2050 selon différents scénarios d'émission de gaz à effet de serre sont consultables sur un site dédié publié par Météo-France en novembre 2022.

### Paysages
Pour un article plus général, voir Paysage en France.
La commune s'inscrit dans les « paysages des grandes plaines arrageoises et cambrésiennes » tels qu'ils sont définis dans l'atlas de paysages de la région Nord-Pas-de-Calais, conçu par la direction régionale de l'Environnement, de l'Aménagement et du Logement (DREAL),.
Ces « paysages des grandes plaines arrageoises et cambrésiennes », qui concernent 238 communes, sont constitués de 80,36 % de cultures, de 8,01 % d'espaces artificialisés avec les communes principales de Cambrai, Caudry, Bapaume et Avesnes-le-Comte, de 7,25 % de prairies naturelles, permanentes, de 3,19 % de forêts et de milieux semi-naturels, 0,77 % de friches industrielles, de 0,38 % de cours d'eau et plan d'eau et de 0,04 % d’espaces industriels. Ces paysages sont dominés par les « grandes cultures » de céréales et de betteraves industrielles qui représentent 70 % de la surface agricole utilisée (SAU).

## Urbanisme

### Typologie
Au 1er janvier 2024, Boiry-Sainte-Rictrude est catégorisée commune rurale à habitat dispersé, selon la nouvelle grille communale de densité à sept niveaux définie par l'Insee en 2022.
Elle est située hors unité urbaine. Par ailleurs la commune fait partie de l'aire d'attraction d'Arras, dont elle est une commune de la couronne,. Cette aire, qui regroupe 163 communes, est catégorisée dans les aires de 50 000 à moins de 200 000 habitants,.

### Occupation des sols
L'occupation des sols de la commune, telle qu'elle ressort de la base de données européenne d’occupation biophysique des sols Corine Land Cover (CLC), est marquée par l'importance des territoires agricoles (68,2 % en 2018), en diminution par rapport à 1990 (76,5 %). La répartition détaillée en 2018 est la suivante :
terres arables (62,3 %), zones industrielles ou commerciales et réseaux de communication (28,6 %), zones agricoles hétérogènes (5,8 %), zones urbanisées (3,2 %). L'évolution de l’occupation des sols de la commune et de ses infrastructures peut être observée sur les différentes représentations cartographiques du territoire : la carte de Cassini (XVIIIe siècle), la carte d'état-major (1820-1866) et les cartes ou photos aériennes de l'IGN pour la période actuelle (1950 à aujourd'hui).

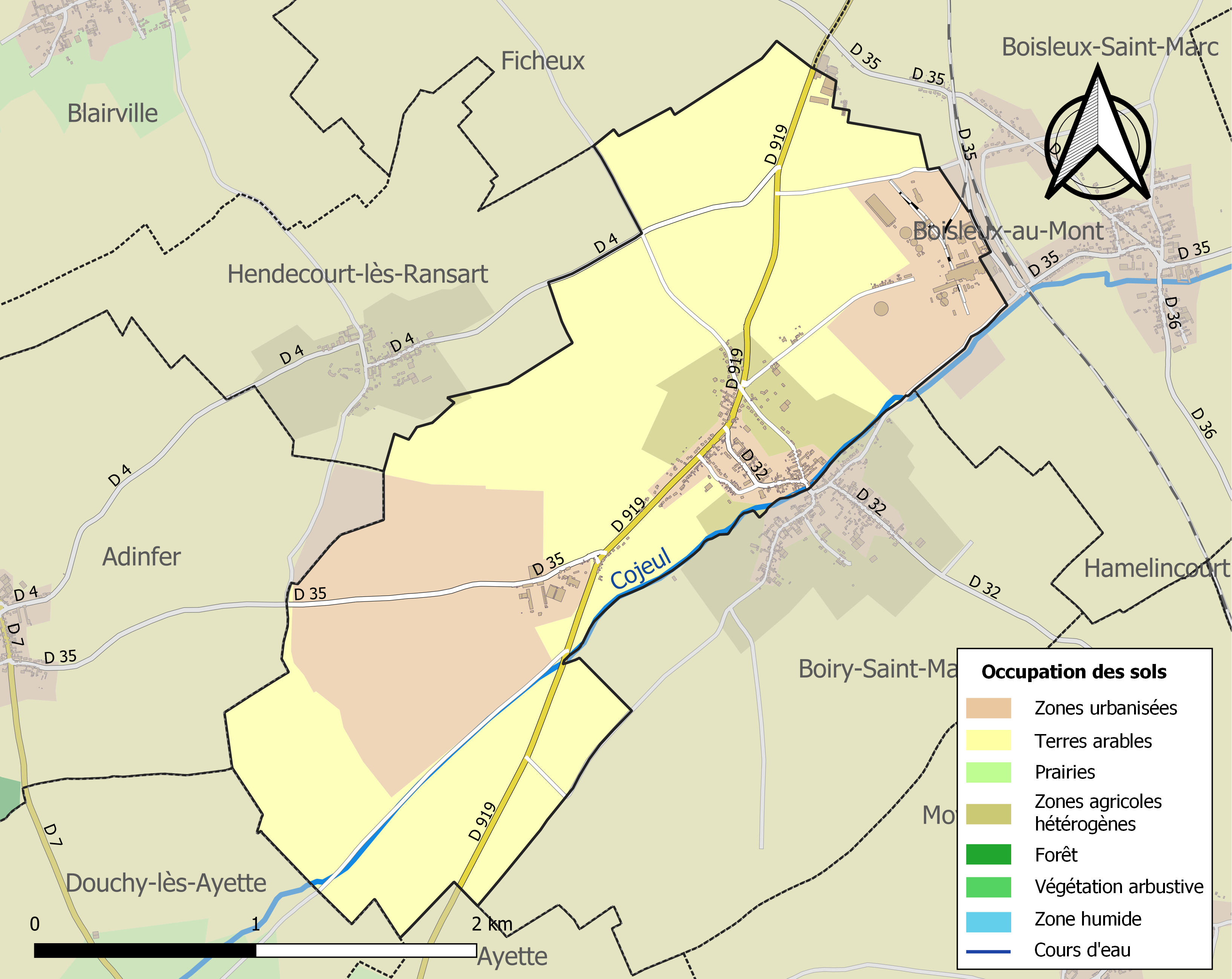
Carte des infrastructures et de l'occupation des sols de la commune en 2018 (CLC).

### Voies de communication et transports

#### Voies de communication
La commune est desservie par les routes départementales D 35 et D 919.

#### Transport ferroviaire
La commune se trouve à 2 km  de la gare de Boisleux, située sur la ligne de Paris-Nord à Lille, desservie par des trains régionaux du réseau TER Hauts-de-France.

## Toponymie

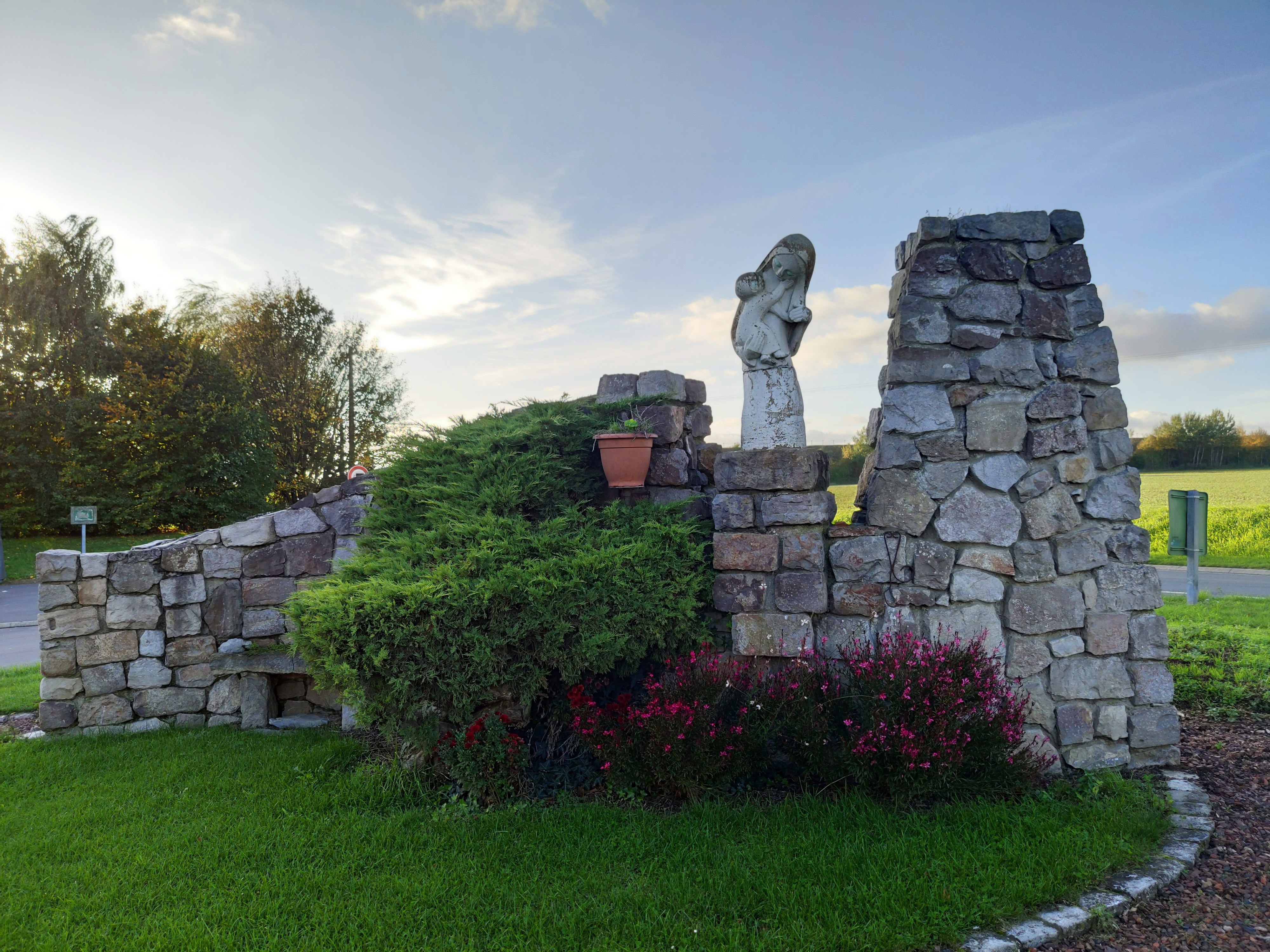
Le monument à Sainte-Rictrude.

Le nom de la localité est attesté sous les formes Baircium (646), Barincum (877), Bairis (1103), Barriacum (1125), Baeri villa sancte Rictrudis (1153), Bairi villa sancte Ricturdis (1169), Rictrudis villa (1178), Bairiacum (1184), Bairi-Sancte-Rostrus (1429), Bairy-Sainte-Rotreux (1469), Bairy-Saint-Retrux (1515), Boiry-Sainte-Rietrude (1720), Boiry-Sainte-Rictrude (XVIIIe siècle), Boiry-l'Égalité (1793, loi de brumaire an II), Boiry Saint Rictrude (1793), Boiry-Rictrade et Boiry-Sainte-Rictrude depuis 1801.

C'est un toponyme avec le sens de petit ruisseau, canal (germanique baki > bec), et par extension « moulin à eau ».
Durant la Révolution française, la commune porte le nom de Boiry-l'Égalité.
L'hagiotoponyme de la commune honore la mémoire de Rictrude de Marchiennes, abbesse du monastère double de Marchienne et canonisée par l'église catholique.

## Histoire

### Première Guerre mondiale
Le village est presque entièrement détruit pendant la Première Guerre mondiale, à l'exception d'une chapelle.
La commune est décorée de la croix de guerre 1914-1918 par décret du 23 septembre 1920, distinction également attribuée à 276 autres communes du Pas-de-Calais.

## Politique et administration

### Découpage territorial
La commune se trouve dans l'arrondissement d'Arras du département du Pas-de-Calais depuis 1801.

#### Commune et intercommunalités
La commune faisait partie de 2012 à 2016 de la communauté de communes La Porte des Vallées, avant d'intégrer la communauté urbaine d'Arras en 2017. La communauté urbaine d'Arras regroupe 46 communes et totalise 109 776 habitants en 2021.

#### Circonscriptions administratives
La commune était rattachée au canton de Courcelles en 1793, au canton de Beaumetz en 1801 et, depuis 2015, au canton d'Avesnes-le-Comte.

#### Circonscriptions électorales
Pour l'élection des députés, la commune fait partie de la première circonscription du Pas-de-Calais.

### Élections municipales et communautaires

#### Liste des maires
| Période                                  | Période                      | Identité        | Étiquette | Qualité                                                       |
| ---------------------------------------- | ---------------------------- | --------------- | --------- | ------------------------------------------------------------- |
| Les données manquantes sont à compléter. |                              |                 |           |                                                               |
| mars 2001                                | mars 2008                    | Michel Lenoir   |           |                                                               |
| mars 2008                                | mars 2014                    | David Dantigny  |           |                                                               |
| mars 2014,                               | En cours (au 1 février 2022) | Jean-Claude Plu |           | Cadre de la fonction publique Réélu pour le mandat 2020-2026, |

## Équipements et services publics

### Justice, sécurité, secours et défense
La commune dépend du tribunal judiciaire d'Arras, du conseil de prud'hommes d'Arras, de la cour d'appel de Douai, du tribunal de commerce d'Arras, du tribunal administratif de Lille, de la cour administrative d'appel de Douai et du tribunal pour enfants d'Arras.

## Population et société

### Démographie
Les habitants de la commune sont appelés les Boirysiens.

#### Évolution démographique
L'évolution du nombre d'habitants est connue à travers les recensements de la population effectués dans la commune depuis 1793. Pour les communes de moins de 10 000 habitants, une enquête de recensement portant sur toute la population est réalisée tous les cinq ans, les populations de référence des années intermédiaires étant quant à elles estimées par interpolation ou extrapolation. Pour la commune, le premier recensement exhaustif entrant dans le cadre du nouveau dispositif a été réalisé en 2006.

En 2022, la commune comptait 386 habitants, en évolution de −4,46 % par rapport à 2016 (Pas-de-Calais : −0,72 %, France hors Mayotte : +2,11 %).
| 1793 | 1800 | 1806 | 1821 | 1831 | 1836 | 1841 | 1846 | 1851 |
| ---- | ---- | ---- | ---- | ---- | ---- | ---- | ---- | ---- |
| 205  | 206  | 263  | 279  | 287  | 307  | 322  | 348  | 336  |

| 1856 | 1861 | 1866 | 1872 | 1876 | 1881 | 1886 | 1891 | 1896 |
| ---- | ---- | ---- | ---- | ---- | ---- | ---- | ---- | ---- |
| 319  | 315  | 326  | 369  | 367  | 397  | 372  | 386  | 376  |

| 1901 | 1906 | 1911 | 1921 | 1926 | 1931 | 1936 | 1946 | 1954 |
| ---- | ---- | ---- | ---- | ---- | ---- | ---- | ---- | ---- |
| 357  | 334  | 328  | 314  | 304  | 320  | 350  | 332  | 331  |

| 1962 | 1968 | 1975 | 1982 | 1990 | 1999 | 2006 | 2011 | 2016 |
| ---- | ---- | ---- | ---- | ---- | ---- | ---- | ---- | ---- |
| 410  | 443  | 475  | 516  | 469  | 411  | 369  | 395  | 404  |

| 2021 | 2022 | - | - | - | - | - | - | - |
| ---- | ---- | - | - | - | - | - | - | - |
| 394  | 386  | - | - | - | - | - | - | - |

#### Pyramide des âges
En 2018, le taux de personnes d'un âge inférieur à 30 ans s'élève à 33,9 %, soit en dessous de la moyenne départementale (36,7 %). À l'inverse, le taux de personnes d'âge supérieur à 60 ans est de 28,4 % la même année, alors qu'il est de 24,9 % au niveau départemental.
En 2018, la commune comptait 215 hommes pour 193 femmes, soit un taux de 52,7 % d'hommes, largement supérieur au taux départemental (48,5 %).
Les pyramides des âges de la commune et du département s'établissent comme suit.
| Hommes | Classe d’âge | Femmes |
| ------ | ------------ | ------ |
| 1,8    | 90 ou +      | 0,0    |
| 6,9    | 75-89 ans    | 14,4   |
| 14,8   | 60-74 ans    | 19,6   |
| 19,2   | 45-59 ans    | 18,3   |
| 18,4   | 30-44 ans    | 19,6   |
| 16,5   | 15-29 ans    | 14,3   |
| 22,4   | 0-14 ans     | 13,9   |

| Hommes | Classe d’âge | Femmes |
| ------ | ------------ | ------ |
| 0,5    | 90 ou +      | 1,6    |
| 5,6    | 75-89 ans    | 8,9    |
| 16,7   | 60-74 ans    | 18,1   |
| 20,2   | 45-59 ans    | 19,2   |
| 18,9   | 30-44 ans    | 18,1   |
| 18,2   | 15-29 ans    | 16,2   |
| 19,9   | 0-14 ans     | 17,9   |

## Économie
- L'activité principale de la commune est la culture betteravière. La sucrerie Tereos (Beghin Say) installée à Boiry depuis début 1900 est une des plus grandes coopératives betteravières de France[34].

## Culture locale et patrimoine

### Lieux et monuments
- L'église Sainte-Rictrude.

- La chapelle Sainte-Rictrude ;

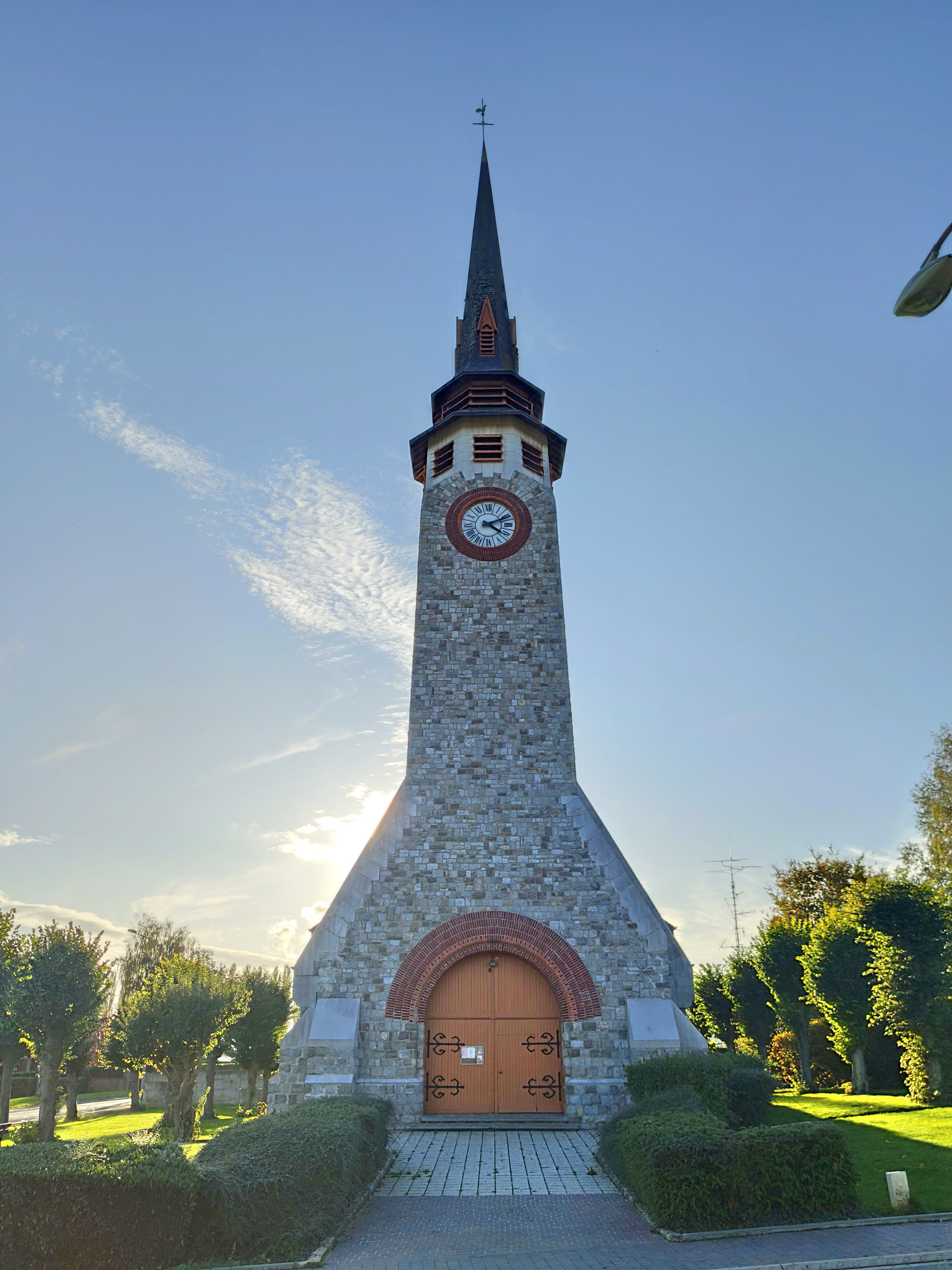
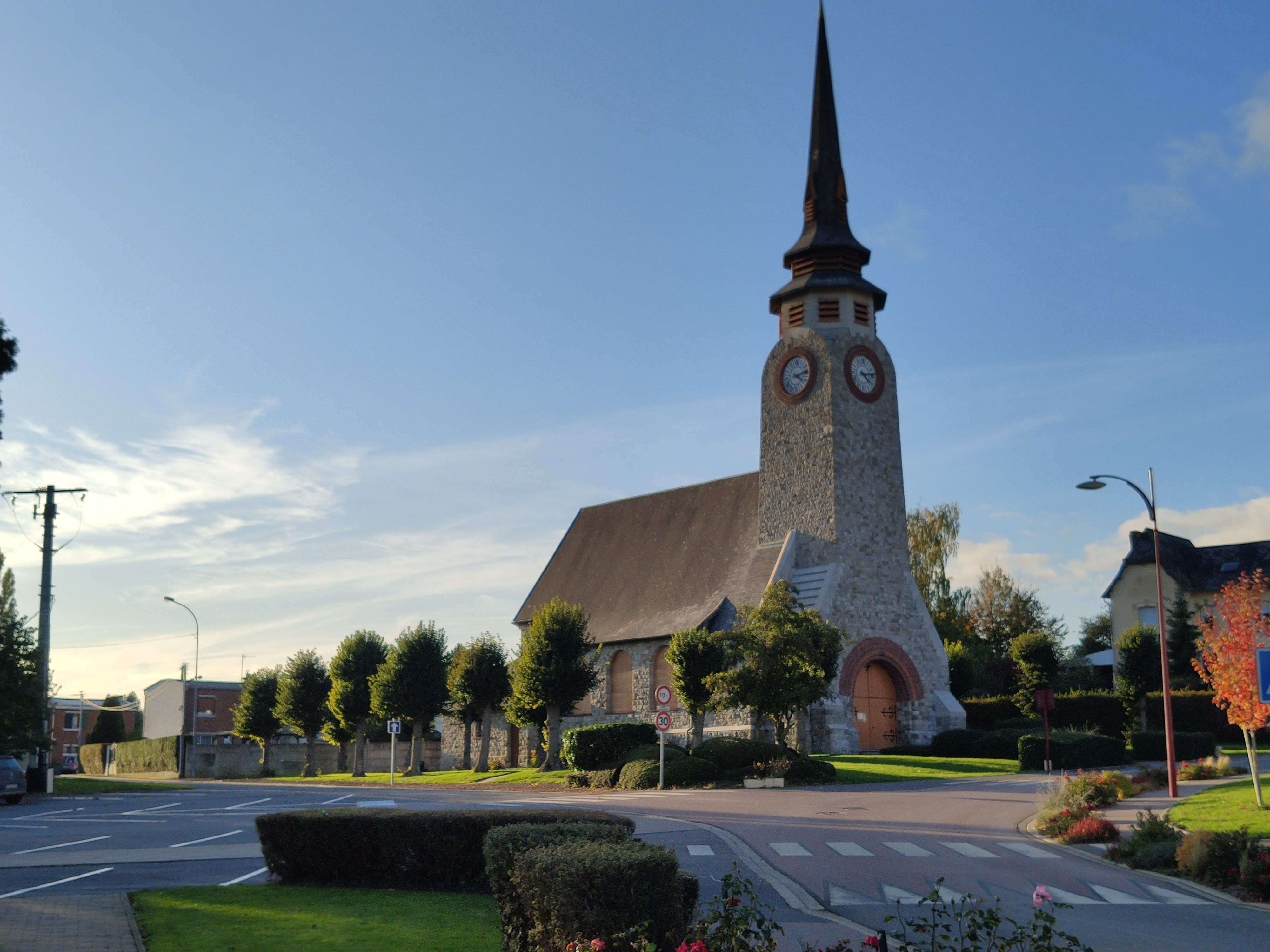
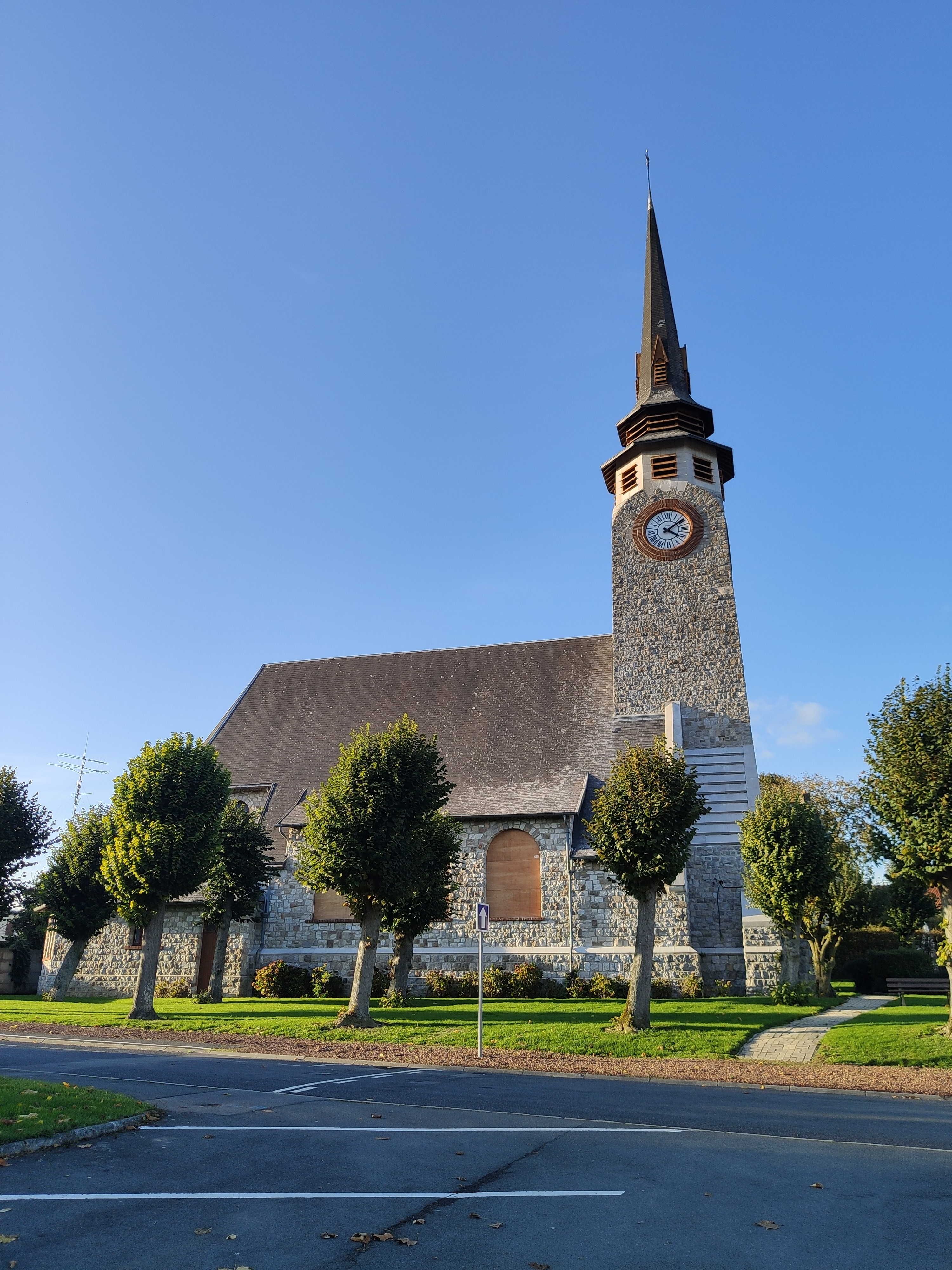

- Le monument aux morts commun avec Boiry-Saint-Martin[35].
- Le monument à Sainte-Rictrude, à l'angle des rues d'Adinfer et de Bucquoi.

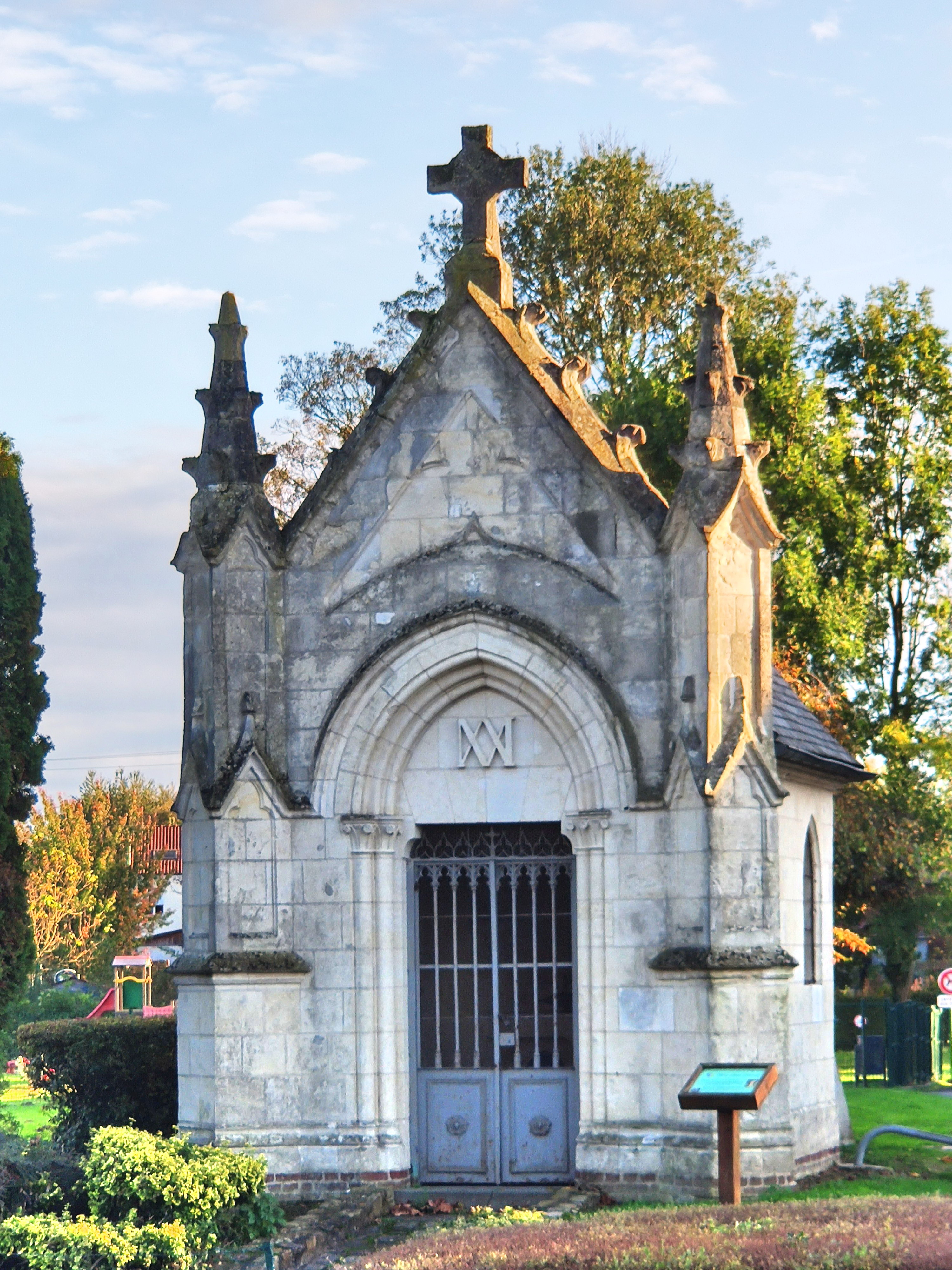
La chapelle Sainte-Rictrude.
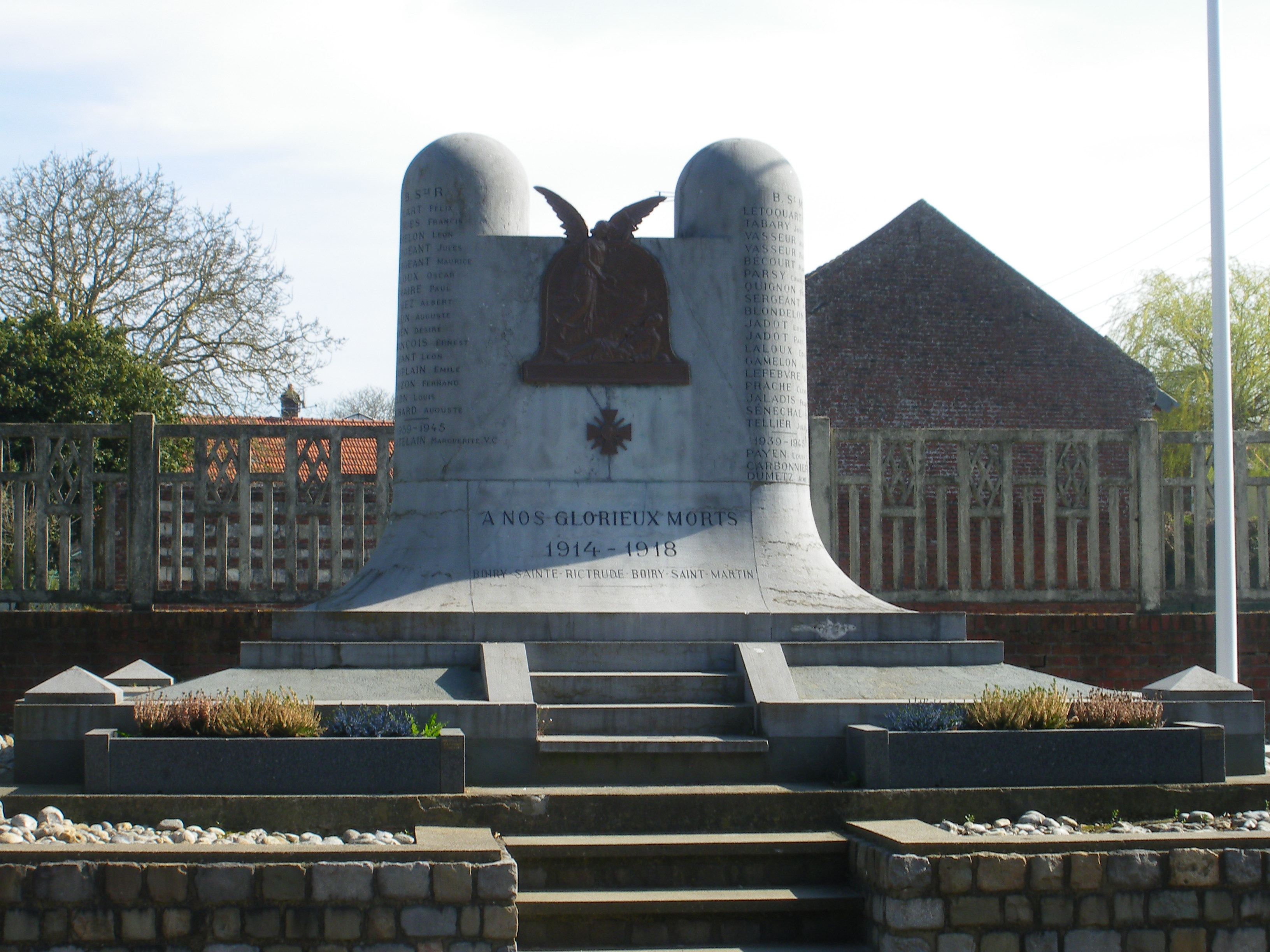
Le monument aux morts.

### Patrimoine culturel
La commune dispose d'une salle des fêtes, totalement rénovée en 2016-2017 pour 500 000 € ainsi que d'une médiathèque.

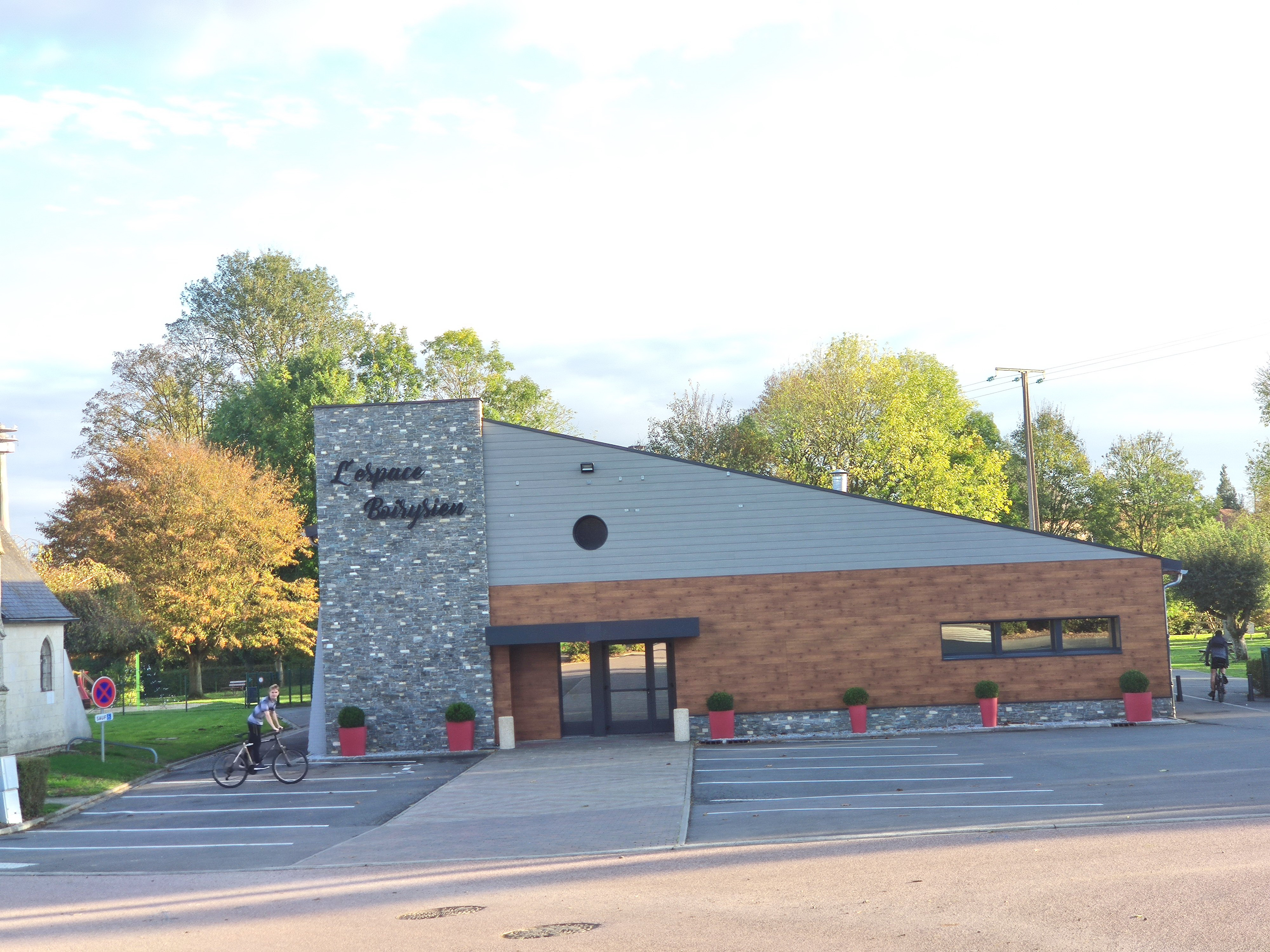
L'espace Boirysien (ancien foyer rural).
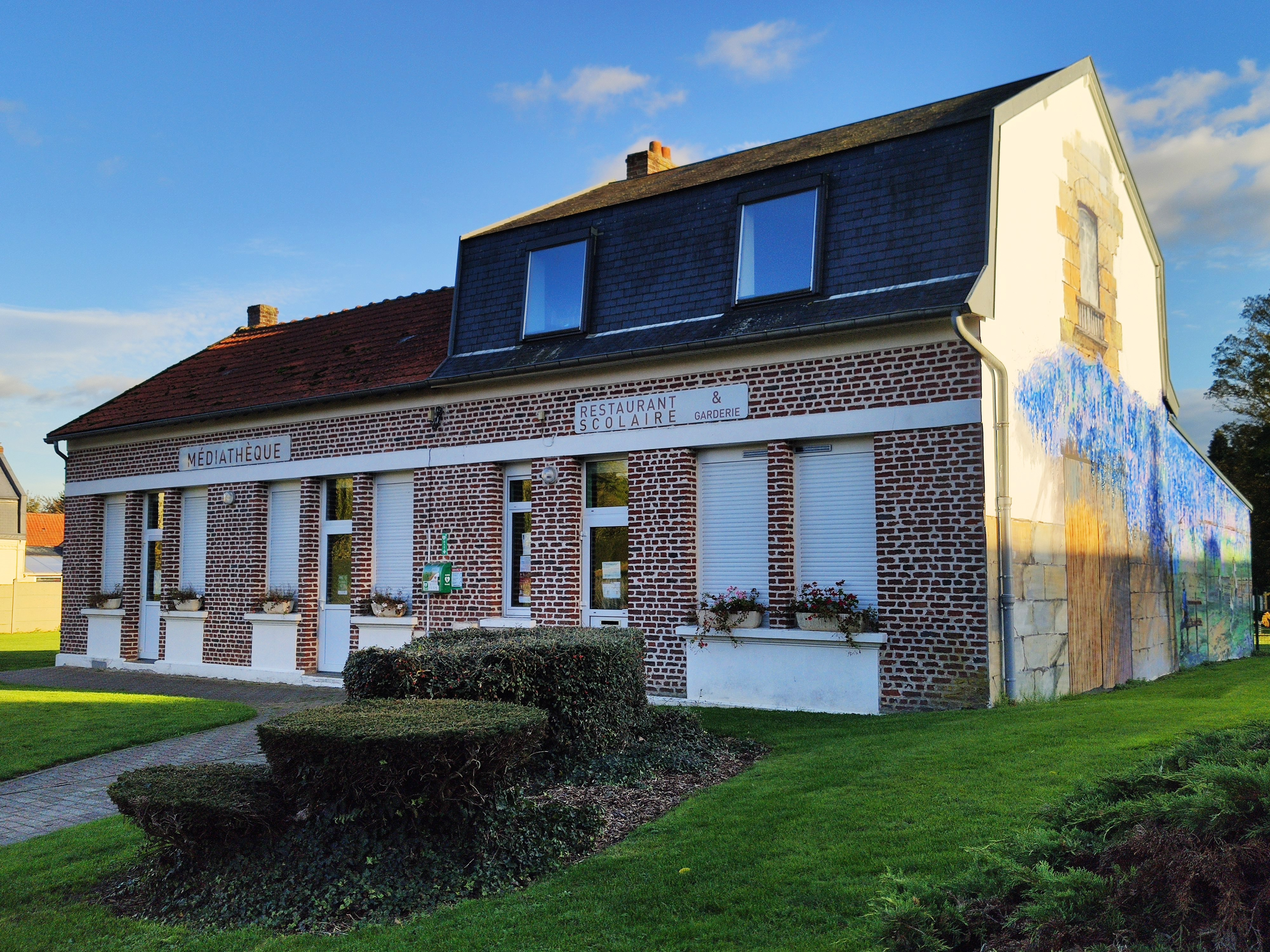
Le restaurant scolaire et la médiathèque.

### Héraldique
| Blason de Boiry-Sainte-Rictrude | Blason  | Parti : au 1er d'azur à sainte Rictrude de carnation, vêtue d'argent, nimbée d'or, tenant dans sa dextre un livre de gueules et dans sa senestre un sceptre fleurdelisé d'or, au 2e d'or aux rais d'escarboucle de sable allumé de gueules. Ornements extérieursCroix de guerre 1914-1918 |
| Blason de Boiry-Sainte-Rictrude | Détails | Adopté par la municipalité en 1986. |

## Pour approfondir